# Central Mountain Air

Central Mountain Air Ltd. è una compagnia aerea regionale canadese, con sede a Smithers mentre i suoi hub principali sono l'Aeroporto di Prince George, l'Aeroporto Internazionale di Vancouver e l'Aeroporto Internazionale di Edmonton.

## Storia
La compagnia aerea è stata fondata nel 1987 sulle ceneri della precedente Central Mountain Air Service. Ha iniziato le operazioni di volo a domanda nello stesso anno mentre quelle regolari di linea hanno dovuto attendere l'anno successivo. Nel 1997 il vettore ha sottoscritto un ordine per i Raytheon Beech 1900D iniziando ad operare per conto di Air Canada su varie rotte all'interno delle province di Alberta e di British Columbia con il marchio "Air Canada Connector". La collaborazione con il grande vettore canadese è proseguita fino all'autunno 2011 con il rinnovato marchio "Air Canada Express" sulle rotte da Calgary verso le città di Lethbridge, Medicine Hat e Cranbrook.
Nel 2005 è stato consegnato il primo dei due Dornier 328 mentre nel 2014 ne è stato consegnato un terzo esemplare. Dopo che Central Mountain Air ha interrotto il contratto con Air Canada ha continuato ad essere partner in codeshare per i voli da Vancouver verso Campbell River, Quesnel e Williams Lake.

## Flotta

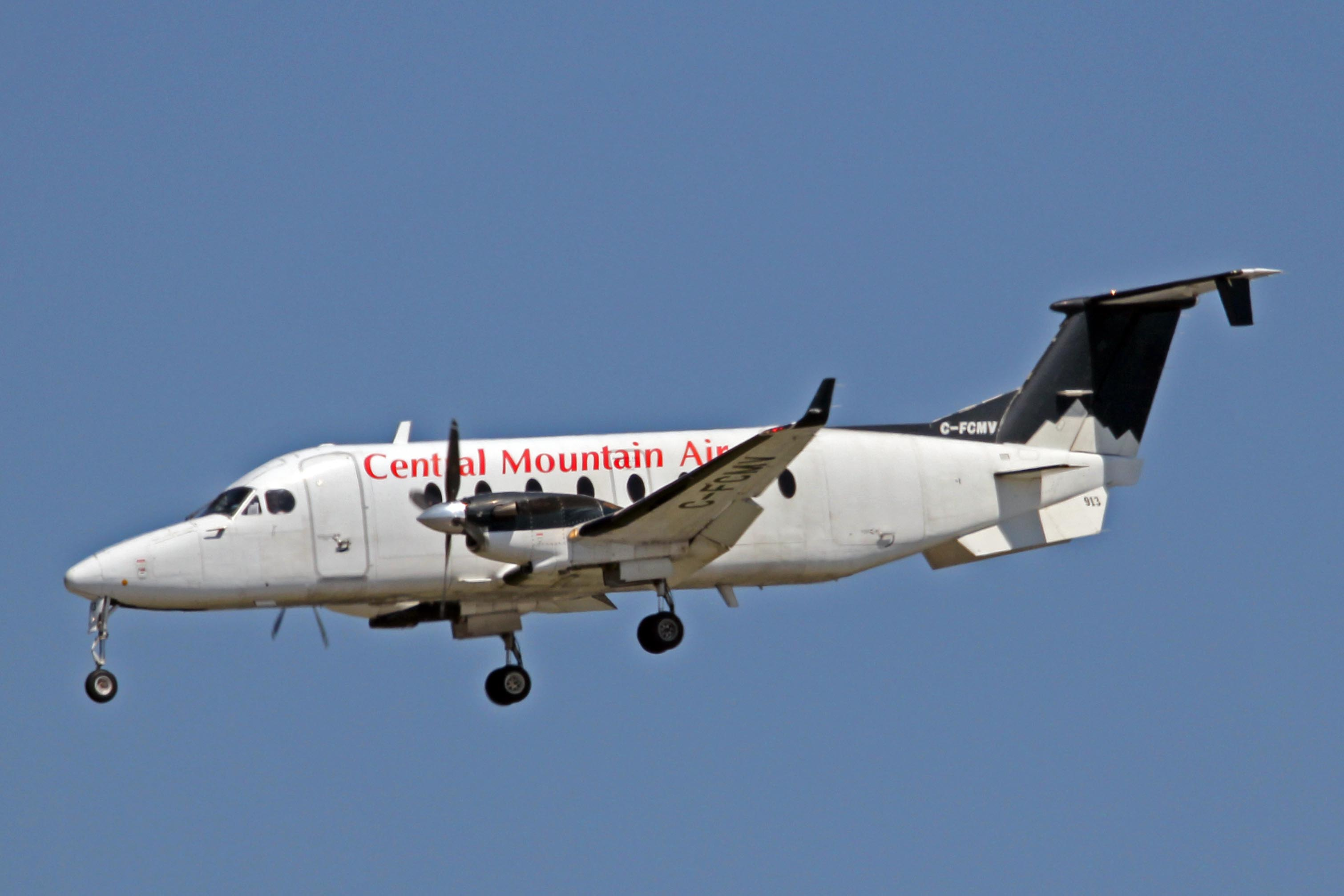
Un Beechcraft 1900 di Central Mountain Air.

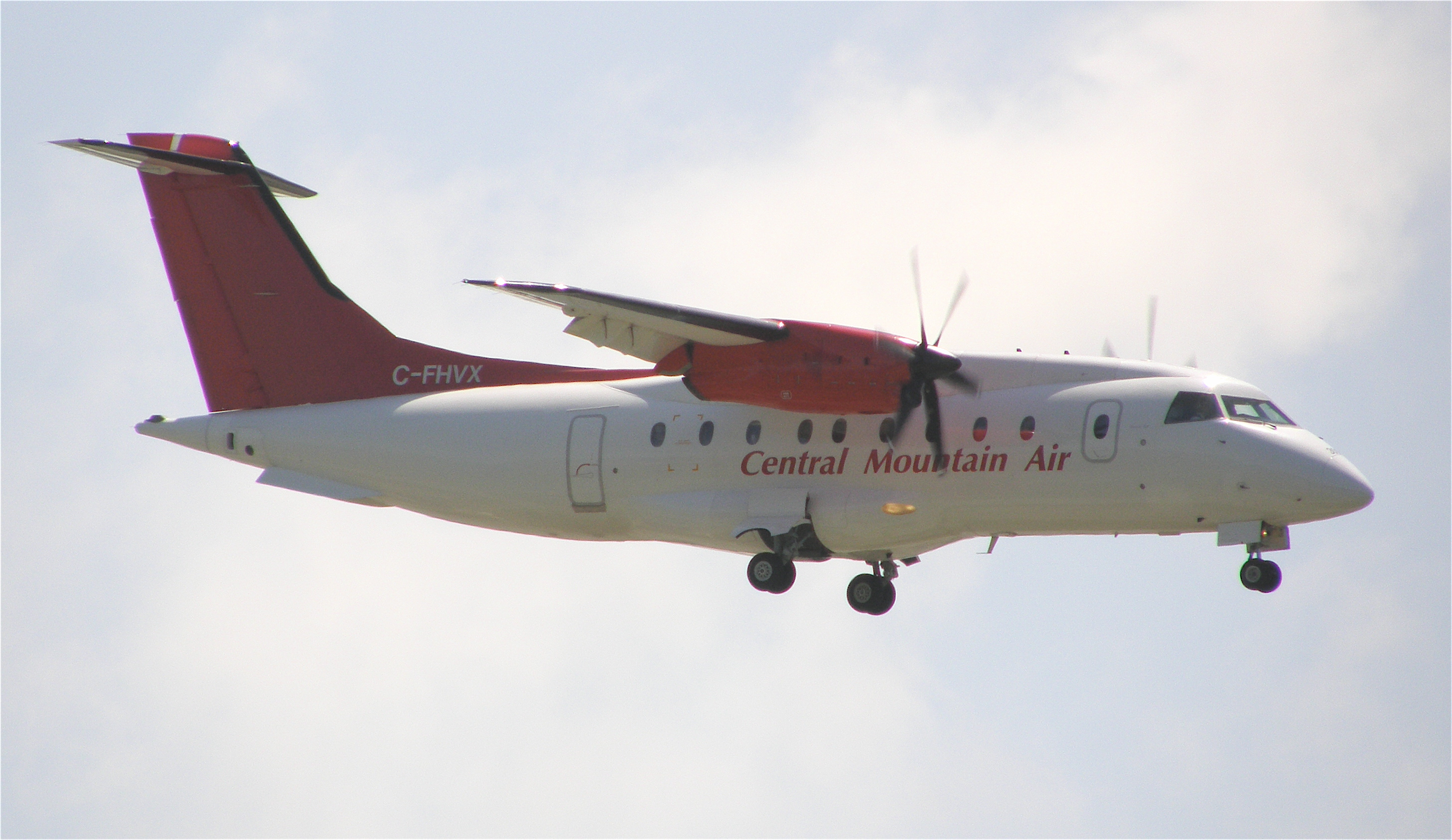
Un Dornier Do 328 di Central Mountain Air.

Ad aprile 2020 la flotta Central Mountain Air risulta composta dai seguenti aerei:
Flotta storica
In precedenza l'aerolinea ha utilizzato anche i seguenti tipi di velivoli:
- Beechcraft 18
- Beechcraft CATPASS 200
- De Havilland Canada DHC 3 "Otter"
- Douglas DC 3